# Andaman du Nord
Andaman du Nord est l'île la plus au nord de l'archipel de Grande Andaman, en Inde
Andaman du Nord est la plus grande des îles Andaman, avec une superficie de 1 376 km². Elle possède le point culminant de l'archipel, Saddle Peak, à 732 mètres d'altitude.
Andaman du Nord subit régulièrement des tremblements de terre. Elle a également souffert du tsunami du 26 décembre 2004.

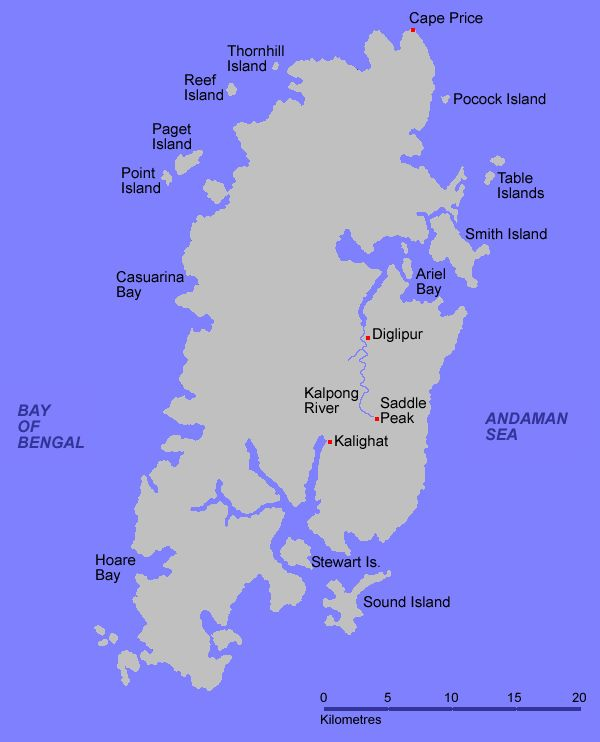
Carte d'Andaman du Nord

La ville principale de l'île est Diglipur.